# Highland Lake (Nueva Jersey)
Highland Lake (conocido localmente como Highland Lakes) es un lugar designado por el censo ubicado en el condado de Sussex en el estado estadounidense de Nueva Jersey. En el año 2010 tenía una población de 4,933 habitantes y una densidad poblacional de 314 personas por km².

## Geografía
Highland Lake se encuentra ubicado en las coordenadas 41°10′27″N 74°27′35″O / 41.17417, -74.45972.

## Demografía
Según la Oficina del Censo en 2000 los ingresos medios por hogar en la localidad eran de $77,968 y los ingresos medios por familia eran $87,313. Los hombres tenían unos ingresos medios de $87,313 frente a los $39,968 para las mujeres. La renta per cápita para la localidad era de $27,445. Alrededor del 3.5% de la población estaba por debajo del umbral de pobreza.